# موتور احمد نارویی واحد بامری
موتور احمد نارویی واحد بامری یک منطقهٔ مسکونی در ایران است که در دهستان جلگه چاه هاشم واقع شده‌است.